# Banneux
Banneux ist eine kleine Ortschaft in der Gemeinde Sprimont auf der Hochebene der Ardennen südöstlich von Lüttich (Liège) in der Nähe von Pepinster und Spa. Banneux ist vor allem als Wallfahrtsort bekannt.

## Marienerscheinungen

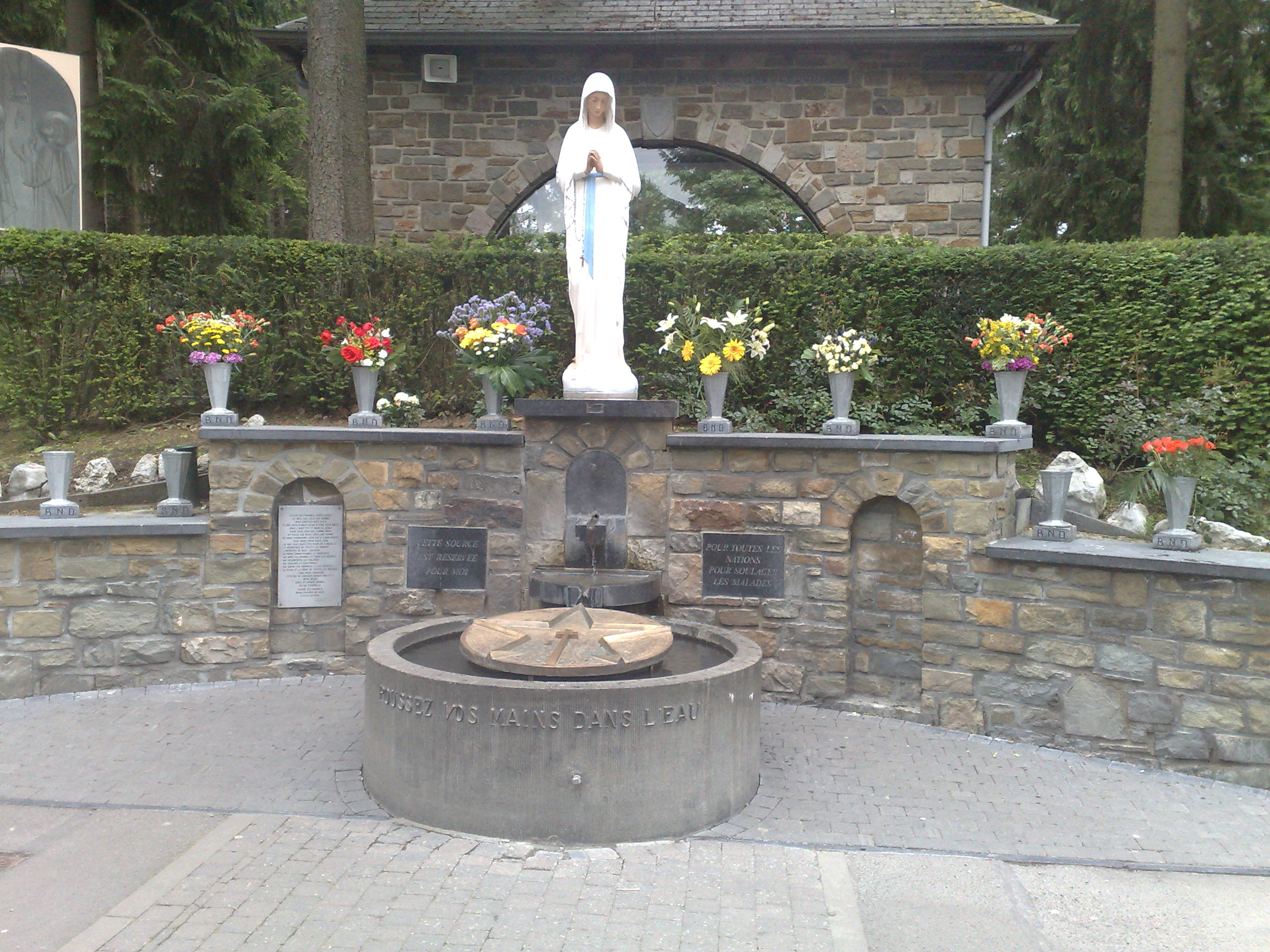
Statue und Quelle der Jungfrau der Armen

Hier lebte die Familie Beco in ärmlichen Verhältnissen. Am 25. März 1921 wurde die Tochter Mariette geboren. Vom 15. Januar bis 2. März 1933 soll der Zwölfjährigen die Gottesmutter Maria achtmal erschienen sein, dabei soll  sie sich selbst als „Jungfrau der Armen“ bezeichnet haben.
- Am 15. Januar 1933, dem ersten Erscheinungstag, warteten die Mutter und Mariette auf ihren jüngeren Bruder. Aus dem Fenster schauend will Mariette in der Finsternis eine strahlende Dame gesehen haben  Die Mutter, die auch eine Gestalt wahrgenommen haben will schickte Mariette ins Bett.
- Am 18. Januar soll die Muttergottes zu einer kleinen Quelle am Straßenrand geschwebt  und gesagt haben: „Diese Quelle ist mir vorbehalten“. Der Vater und ein Nachbar begleiteten Mariette.
- Am 19. Januar betete Mariette in Begleitung ihres Vaters vor ihrem Elternhaus Rosenkranz und  will folgende Botschaft der Muttergottes erhalten haben: „Ich bin die Jungfrau der Armen“.
- Am 20. Januar ging Mariette mit ihrem Vater vor das Haus und betete. Die Muttergottes Maria soll diesmal die Errichtung einer Kapelle erbeten haben.
- Am 11. Februar will Mariette an der Quelle folgende Botschaft der Gottesmutter erhalten haben: „Ich komme, das Leid zu lindern.“
- Am 15. Februar bat Mariette im Auftrag eines Priesters um ein Zeichen. Die Gottesmutter soll gesagt haben: „Glaubt an mich – und ich werde an Euch glauben! Betet viel!“
- Am 20. Februar soll die Gottesmutter immer wieder zum Beten aufgefordert haben.
- Am 2. März, dem letzten Erscheinungstag, habe die Gottesmutter gesagt: „Ich bin die Mutter des Heilands, die Mutter Gottes. Betet viel! Lebe wohl!“

Hieraufhin wurde die Erscheinungskapelle, die sogenannte „kleine Kapelle“, erbaut und geweiht. Dies bildete den Grundstock für einen Wallfahrtsort. Der Bischof von Liège, Louis-Joseph Kerkhofs, erkannte die Erscheinungen am 22. August 1949 an.
Mariette Beco starb am 2. Dezember 2011 im Alter von 90 Jahren im Altenheim „Résidence La Vierge des Pauvres“ in Banneux, dem einstigen Château des Fawes.

## Banneux als Wallfahrtsort
Heute ist Banneux ein viel besuchter Wallfahrtsort mit einer Heilquelle und dem speziell auf die Unterbringung von kranken und behinderten Pilgern ausgerichteten Hospitalité Banneux Notre-Dame mit 360 Betten. Während der Wallfahrtssaison von Mai bis Oktober werden täglich eine Krankensegnung und mehrere Pilgermessen abgehalten. Die Organisation der Wallfahrt wird von der „G.o.E. Banneux, la Vierge des Pauvres“ durchgeführt.
1985 besuchte Papst Johannes Paul II. den Ort.